# Campionato Federale di Prima Categoria 1909
Il Campionato Federale di Prima Categoria 1909 è stata la 12ª edizione del massimo campionato italiano di calcio, disputata tra il 10 gennaio e il 25 aprile 1909 e conclusa con la vittoria della Pro Vercelli, al suo secondo titolo.
Capocannoniere del torneo è stato Amilcare Pizzi (US Milanese) con 9 reti.
In origine il torneo non assegnava il tradizionale di titolo di "Campione d'Italia", il quale era atteso essere deciso dal parallelo Campionato Italiano di Prima Categoria 1909, bensì il riconoscimento creato ex novo di "Campione Federale d'Italia". La vittoria della Pro Vercelli, una Società Ginnica composta unicamente di giocatori italiani che sopravanzò anche i Football Club, ovvero le società con soci e calciatori di cittadinanza straniera che stavano attuando il boicottaggio del Campionato Italiano, determinò a posteriori la sua legittimazione e il riconoscimento della Pro Vercelli campione federale come campione nazionale assoluto a opera della FIF (divenuta nel frattempo FIGC).

## Stagione
Il torneo fu il dodicesimo campionato italiano di calcio organizzato dalla Federazione Italiana del Football (FIF).

### Novità
L'Internazionale e il Venezia prendono parte per la prima volta al campionato.

### Formula
Il campionato, basato su gare di andata e ritorno, si aprì per la prima volta alla rappresentanza del Veneto. Le eliminatorie regionali erano seguite da una fase nazionale, strutturata su un quadrangolare, cui si qualificava una sola rappresentante per Regione.

### Avvenimenti

#### Due tornei
Nella burrascosa stagione 1907-1908, il tentativo da parte della FIF di limitare la presenza dei calciatori stranieri, stabilendo di istituire un "campionato federale" aperto agli stranieri e parallelo a quello "italiano" autarchico, era sfociato nel ritiro per protesta di Milan, Torino e Genoa, le quali contestarono la decisione istituzionale di sottrarre agli atleti stranieri il diritto di competere per il titolo di "Campione d'Italia" e di obbligarli a disputarsi il minor riconoscimento di "Campione Federale". Nel settembre 1908 si tenne, perciò, a Milano una riunione di mediazione fra le società e la Federazione, nella quale si propose di chiamare i due campionati Campionato Italiano Nazionale e Campionato Italiano Federale, onde eliminare la differenziazione giuridica fra i due tornei.
All'assemblea dell'8 novembre 1908 – la stessa in cui si decise di assegnare definitivamente la Coppa Spensley al Milan, fatto che contribuì a invalidare il campionato federale del 1908 – il cambiamento di denominazione richiesto dai dissidenti venne però rifiutato, e mantenuta in toto la formula della stagione precedente. La reazione dei Football Clubs al nuovo affronto subito fu stavolta più tattica: agendo esattamente all'opposto rispetto all'anno prima, parteciparono al gran completo al campionato federale in modo da renderlo il solo campionato di rilievo, continuarono il boicottaggio del campionato italiano rendendolo irreale nei suoi esiti di fronte all'opinione pubblica, e rinviarono all'anno seguente la ricomposizione del braccio di ferro con la Federazione.

#### Eliminatorie regionali
Il 10 gennaio si era disputata l'originaria gara di andata, vinta dal Genoa 2-1. Pareggiando 1-1 al ritorno la settimana dopo, il Genoa sembrò essersi qualificato, ma a sorpresa la FIF annullò la partita del 10 gennaio per un errore tecnico, facendola ripetere il 7 febbraio: dato che ne uscì ancora un pareggio, si rese a quel punto necessaria una terza gara di spareggio il 21 febbraio.
Anche la finale delle eliminatorie piemontesi fu caratterizzata da annullamenti e rinvii: la gara di andata si disputò inizialmente il 31 gennaio e fu vinta dalla Pro Vercelli per 2-0 con gol di Visconti e Fresia nel secondo tempo; i torinisti sporsero però reclamo alla FIF affinché annullasse la partita per errore tecnico dell'arbitro, avendo egli fischiato la fine dell'incontro con sei minuti di anticipo, ed esso fu accolto. La sfida fu quindi ripetuta, sempre a Vercelli, il 7 febbraio e fu ancora vinta dai Bianchi. La partita di ritorno, slittata al 14 febbraio a causa dell'annullamento dell'incontro del 31 gennaio, fu ulteriormente rinviata di settimana in settimana a causa delle abbondanti nevicate che colpirono Torino, e poi anche per la concomitanza con la campagna elettorale per le elezioni politiche. Finalmente, trascorso più di un mese dall'andata, il 14 marzo si poté disputare la gara di ritorno.

#### Girone finale
Al campionato federale parteciparono i grandi football clubs che si erano ritirati per protesta l'anno precedente, ma nonostante ciò il successo arrise a una squadra composta unicamente da italiani, la Pro Vercelli, che l'anno precedente aveva vinto il campionato italiano approfittando della defezione dei Football Clubs detti squadre "spurie internazionali", cioè con giocatori stranieri; i vercellesi dimostrarono di essere superiori a tutti vincendo, con una squadra formata unicamente da giocatori nostrani, il campionato federale aperto a tutte le nazionalità. La maggiore esperienza acquisita dalle società minori, unita ad una malcelata simpatia della Federazione per le formazioni autarchiche, fece sì che solo il Genoa fra le squadre spurie riuscisse a passare le travagliate eliminatorie. Esse, infatti, si sarebbero dovute concludere entro il 7 febbraio in modo da permettere alla fase nazionale di cominciare il 14 febbraio e di concludersi il 7 marzo, ma una serie di problemi rimandarono di parecchio i verdetti regionali, tra abbondanti nevicate con conseguenti rinvii, e annullamenti di gare ritenute irregolari dalla FIF e fatte ripetere.
Il girone finale nazionale fu ridisegnato su di un quadrangolare per il debutto della prima formazione veneta del torneo, il Venezia. I lagunari non si dimostrarono però affatto pronti per la realtà del calcio del Triangolo industriale, venendo sotterrati da una montagna di ben diciotto gol complessivi dalla Milanese. Anche il Genoa fu eliminato, anche se in maniera ben più onorevole, dai campioni in carica vercellesi, e dovette quindi accontentarsi dell'ultimo gradino del podio, stanti i migliori risultati rispetto al Venezia. In finale si ritrovarono dunque ancora la Pro Vercelli e l'USM che si erano contese il titolo di "campione italiano" l'anno prima. E anche questa volta il campo premiò i piemontesi, che si aggiudicarono il titolo di "campione federale" e la relativa Coppa Zaccaria Oberti. In seguito, il fallimento del Campionato Italiano di Prima Categoria 1909, sabotato dalle squadre "spurie internazionali" e snobbato perfino dagli stessi vercellesi che avevano già dimostrato di essere la più forte squadra italiana svuotando di significato l’altro torneo, obbligò la FIF (divenuta nel frattempo FIGC) a riconoscere la Pro Vercelli "Campione d'Italia" a tutti gli effetti in sostituzione della Juventus "campione italiana".

#### La riunificazione del campionato
Nell'assemblea federale del 1909 si decise di unificare i due tornei federale e italiano in una sola competizione con due titoli in palio, e dopo il 1910 anche i titoli federale e italiano furono definitivamente unificati. Inoltre la FIGC, che aveva già disconosciuto il titolo federale 1908 vinto dalla Juventus e boicottato dai Football Club, prese atto dell'irrealtà dei titoli italiani 1909 e 1910 vinti dalla Juventus e della Pro Vercelli, in quanto evidentemente inferiori ai titoli federali: già nell'Almanacco dello Sport 1914, Pro Vercelli e Inter vengono, infatti, riportati in un albo d'oro aggiornato fino al 1911-12 come vincitrici uniche dei campionati 1908, 1909 e 1910.

## Squadre partecipanti

### Liguria
| Club         | Stagione | Città  | Stagione precedente |
| ------------ | -------- | ------ | --- |
| Andrea Doria | dettagli | Genova | - 3º posto nel girone finale del Campionato Italiano di Prima Categoria - Finalista del disconosciuto Campionato Federale |
| Genoa        | dettagli | Genova | Boicottò la competizione                                                                                                  |

### Lombardia
| Club        | Stagione | Città  | Stagione precedente                                                   |
| ----------- | -------- | ------ | --------------------------------------------------------------------- |
| Inter       | dettagli | Milano | Neo affiliata                                                         |
| Milan       | dettagli | Milano | Boicottò la competizione                                              |
| US Milanese | dettagli | Milano | 2º posto nel girone finale del Campionato Italiano di Prima Categoria |

### Piemonte
| Club         | Stagione | Città    | Stagione precedente |
| ------------ | -------- | -------- | --- |
| Juventus     | dettagli | Torino   | - Eliminatorie piemontesi del Campionato Italiano di Prima Categoria - Vincitrice del disconosciuto Campionato Federale |
| Torino       | dettagli | Torino   | Boicottò la competizione                                                                                                |
| Pro Vercelli | dettagli | Vercelli | Campione d'Italia |

### Veneto
| Club    | Stagione | Città   | Stagione precedente      |
| ------- | -------- | ------- | ------------------------ |
| Venezia | dettagli | Venezia | 2º nel campionato veneto |

## Eliminatorie liguri
| Arbitro: | Meazza (Milano) |

|              |           |        |
| Santamaria I | Marcatori | Herzog |

| Arbitro: | Goodley (Torino) |

|                   |           |                                       |
| Hug (rig.) Herzog | Marcatori | 10’ Santamaria I (rig) Calì 90’ Sardi |

| Arbitro: | Meazza (Milano) |

|              |           |           |
| Hurni Ravano | Marcatori | De Marchi |

### Verdetto
- Genoa qualificato alla semifinale ligure-piemontese.

## Eliminatorie lombarde

### Classifica
|  | Pos. | Squadra     | Pt | G | V | N | P | GF | GS | DR |
|  | ---- | ----------- | -- | - | - | - | - | -- | -- | -- |
|  | 1.   | US Milanese | 4  | 2 | 2 | 0 | 0 | 5  | 1  | +4 |
|  | 2.   | Milan       | 2  | 2 | 1 | 0 | 1 | 4  | 5  | -1 |
|  | 3.   | Inter       | 0  | 2 | 0 | 0 | 2 | 2  | 5  | -3 |

Legenda:
     Qualificata alla semifinale lombardo-veneta

### Risultati
| Arbitro: | Goodley (Torino) |

|                          |           |                      |
| Trerè Lana 74’ Laich 86’ | Marcatori | 69’ Gama 88’ Schuler |

| Arbitro: | Knoote |

|                            |           |      |
| Recalcati Boiocchi Pizzi I | Marcatori | Sala |

| Arbitro: | Spensley |

|  |           |               |
|  | Marcatori | 5’, 42’ Pizzi |

#### Calendario
| Andata (1ª) | Andata (1ª)         | Prima giornata |
|             |                     |                |
| 10 gen.     | 3-2                 | Milan-Inter    |
| 10 gen.     | Riposa: US Milanese |                |

| Andata (2ª) | Andata (2ª)   | Seconda giornata  |
|             |               |                   |
| 17 gen.     | 3-1           | US Milanese-Milan |
| 17 gen.     | Riposa: Inter |                   |

| Andata (3ª) | Andata (3ª)   | Terza giornata    |
|             |               |                   |
| 24 gen.     | 0-2           | Inter-US Milanese |
| 24 gen.     | Riposa: Milan |                   |

## Eliminatorie piemontesi

### Primo turno cittadino
| Arbitro: | Meazza (Milano) |

|          |           |  |
| Capra II | Marcatori |  |

| Arbitro: | Goodley (Torino) |

|            |           |          |
| Borel Frey | Marcatori | Capra II |

| Arbitro: | Radice (Milano) |

|  |           |             |
|  | Marcatori | 42’ Zuffi I |

### Secondo turno regionale
| Arbitro: | Meazza (Milano) |

|                            |           |              |
| Visconti 41’ Rampini I 89’ | Marcatori | 62’ Zuffi II |

| Arbitro: | Goodley (Torino) |

|  |           |               |
|  | Marcatori | 67’ Rampini I |

### Verdetto
- Pro Vercelli qualificata alla semifinale ligure-piemontese.

## Semifinale ligure-piemontese
| Arbitro: | Radice (Milano) |

|                                |           |              |
| Visconti 7’, 73’ Milano II 65’ | Marcatori | 15’, 28’ Hug |

| Arbitro: | Meazza (Milano) |

|           |           |              |
| Hurni 19’ | Marcatori | 70’ Visconti |

### Verdetto
- Pro Vercelli qualificata alla finale.

## Semifinale lombardo-veneta
| Arbitro: | Bertinetti (Vercelli) |

|         |           |                                         |
| Vivante | Marcatori | Pizzi Boiocchi Varisco Recalcati Besana |

| Arbitro: | Alfred Bosshard (Milano) |

| |           |                         |
| Boiocchi 5’, 7’ Pizzi 6’, 50’, 64’ Besana 30’, 48’, 73’ Bovato 50’ (aut.) Varisco 62’ Cremonesi 89’ | Marcatori | 67’ Vivante 85’ Piccoli |

### Verdetto
- US Milanese qualificata alla finale.

## Finale
| Arbitro: | Goodley (Torino) |

|                  |           |  |
| Visconti 6’, 24’ | Marcatori |  |

| Arbitro: | Goodley (Torino) |

|                    |           |                            |
| Recalcati 25’, 83’ | Marcatori | 9’ Rampini I 47’ Milano II |

### Verdetto
- Pro Vercelli Campione Federale 1909, riconosciuto come Campione d'Italia per decisione della FIF in quanto manifestamente tale.

### Squadra campione
| Formazione tipo (2-3-5)                                                                  | Giocatori (ruolo)  |
| ---------------------------------------------------------------------------------------- | ------------------ |
| Innocenti Binaschi Servetto Ara Milano I Leone Milano II Corna Fresia Visconti Rampini I | Giovanni Innocenti |
| Innocenti Binaschi Servetto Ara Milano I Leone Milano II Corna Fresia Visconti Rampini I | Angelo Binaschi    |
| Innocenti Binaschi Servetto Ara Milano I Leone Milano II Corna Fresia Visconti Rampini I | Giuseppe Servetto  |
| Innocenti Binaschi Servetto Ara Milano I Leone Milano II Corna Fresia Visconti Rampini I | Guido Ara          |
| Innocenti Binaschi Servetto Ara Milano I Leone Milano II Corna Fresia Visconti Rampini I | Giuseppe Milano I  |
| Innocenti Binaschi Servetto Ara Milano I Leone Milano II Corna Fresia Visconti Rampini I | Pietro Leone       |
| Innocenti Binaschi Servetto Ara Milano I Leone Milano II Corna Fresia Visconti Rampini I | Felice Milano II   |
| Innocenti Binaschi Servetto Ara Milano I Leone Milano II Corna Fresia Visconti Rampini I | Carlo Corna        |
| Innocenti Binaschi Servetto Ara Milano I Leone Milano II Corna Fresia Visconti Rampini I | Vincenzo Fresia    |
| Innocenti Binaschi Servetto Ara Milano I Leone Milano II Corna Fresia Visconti Rampini I | Annibale Visconti  |
| Innocenti Binaschi Servetto Ara Milano I Leone Milano II Corna Fresia Visconti Rampini I | Carlo Rampini I    |